# Clare Torry
Clare Torry  (Londres, 29 de noviembre de 1947) es una cantante británica famosa por haber compuesto e interpretado la parte vocal, no léxica, de la canción «The Great Gig in the Sky», del álbum de Pink Floyd de 1973 The Dark Side of the Moon.

## Carrera
A finales de los sesenta, Clare Torry inició su carrera como cantante, especialmente realizando versiones de canciones populares.  Alan Parsons le pidió que participara en la grabación del álbum The Dark Side Of The Moon de Pink Floyd, precisamente en la canción «The Great Gig in the Sky», compuesta con el tecladista Richard Wright.
A partir de entonces, Torry se ha desempeñado como cantante de sesión, junto a artistas y bandas como Kevin Ayers, Olivia Newton-John, Shriekback, The Alan Parsons Project, Gary Brooker, Matthew Fisher, Cerrone, Culture Club, Meat Loaf, Johnny Mercer, Roger Waters y David Gilmour.

## Trabajos
En febrero de 2006, Clare lanzó un CD titulado Heaven in the Sky, una colección de versiones originales de su música desde los años sesenta hasta los setenta.